# Multiplexación por división de longitud de onda
En telecomunicaciones, la tecnología de multiplexación por división de longitud de onda (WDM, en inglés) permite multiplexar una serie de señales ópticas de distinta longitud de onda en una única fibra o guía de onda. Esta técnica permite enviar datos de forma bidireccional a través de una única fibra o guía, así como aumentar la capacidad de transmisión de señales en paralelo.
Mientras que el término WDM se usa en comunicaciones ópticas, cuyas propiedades se describen en términos de longitud de onda, el término análogo multiplexación por división de frecuencias describe portadores de ondas de radio, cuyas propiedades se definen comúnmente en término de frecuencia. Puesto que una portadora puede definirse indistintamente en longitud de onda y frecuencia, esta distinción se debe únicamente a las convenciones usadas en cada campo.

## Parámetros principales
Los parámetros más relevantes de estos dispositivos son:
Pérdidas en exceso (PE): se refiere a la potencia óptica que se refleja hacia atrás o se pierde en los dispositivos y por tanto no es aprovechable. Se debe a defectos de fabricación, absorción del material… Se calcula como el cociente entre la potencia óptica de entrada y la de salida.
Relación de acoplo (RA): da idea de cómo se reparte la luz entre las puertas de salida. Es el cociente entre la potencia que sale por una de las puertas y la potencia total que sale por todas ellas. No existen valores ideales ya que depende de cómo quiera el usuario repartir la luz entre las puertas.
Pérdidas de inserción (PI): mide la potencia óptica que se pierde desde que la luz entra por una puerta de entrada hasta que sale por la puerta de salida correspondiente. Estas pérdidas se pueden producir porque la potencia se vaya por otras puertas de salida o porque desaparezca en el interior del dispositivo.
Existen unas pérdidas de inserción para cada lambda: si por ejemplo λ1 va hacia la salida 1, esa salida tendrá unas pérdidas de inserción bajas a λ1 (idealmente 0 dB), pero altas a λ2, λ3… (idealmente ∞ dB).
Directividad (D): indica la potencia óptica total que es devuelta hacia atrás por el dispositivo. Es el cociente entre toda la potencia reflejada hacia atrás por las puertas de entrada y la potencia óptica de una entrada.
Pérdidas de retorno (RL): es muy similar al parámetro anterior, pero en este caso indica la potencia óptica que se refleja hacia atrás únicamente para la misma puerta por la que entra la luz al dispositivo. 
Otros parámetros importantes: variación del comportamiento del dispositivo con la temperatura, el rango de longitudes de onda con las que puede trabajar o la dependencia con la longitud de onda (caso del DEMUX o de un filtro).

## Sistemas
Un sistema WDM utiliza un multiplexor en la etapa de transmisión para combinar (multiplexar) las diferentes señales en una única fibra o guía, y un demultiplexor en la etapa de recepción para separarlas (demultiplexar). Con el tipo correcto de fibra o guía de onda, es posible tener un mismo dispositivo capaz de realizar ambos procesos, funcionando como un multiplexor óptico de tipo "add-drop". Dada la existencia de distintos tipos de multiplexación por longitud de onda, es posible encontrar referencias a la tecnología general como "xWDM", mientras que términos como "CWDM" acotan el rango de longitudes de onda divisible.
El concepto fue acuñado en 1978, mientras que en 1980 ya existían sistemas WDM en el ámbito de la investigación. En sus orígenes, los sistemas WDM combinaban dos señales en un único portador, mientras que los sistemas comerciales actuales pueden trabajar con 160 señales, mejorando un sistema básico de 160 Gbit/s en una única pareja de fibras hasta los 16 Tbit/s. También se han desarrollado sistemas capaces de trabajar con 320 canales. Aunque los dispositivos originales eran caros y complicados de utilizar, la mejor comprensión de la tecnología en la actualidad y su estandarización ha permitido abaratar los costes de estos sistemas.
Uno de los factores que ha impulsado el desarrollo de estos sistemas, es la propuesta de valor que suponen para las compañías de telecomunicaciones. Los sistemas WDM son interesantes para estas compañías por la ventaja que supone aumentar la capacidad de su red sin necesidad de instalar más fibras. Los sistemas WDM, en combinación con amplificadores ópticos, permiten trabajar con distintas generaciones tecnológicas sin alterar la infraestructura básica de la red. En conclusión, un enlace óptico puede aumentar su capacidad de transmisión de datos añadiendo multiplexores y demultiplexores en sus extremos, permitiendo enviar y recibir más señales diferenciadas a través del mismo portador de fibra. Además, el uso de conversores óptico-eléctrico-óptico (O/E/O) permite integrar estos sistemas con equipos y sistemas existentes.
Otro de los factores que permite el uso de estos sistemas en los distintos tipos de redes ópticas es su capacidad para trabajar con portadores ópticos monomodo y multimodo. La mayoría de los sistemas WDM operan con fibras monomodo, cuyo diámetro de núcleo o core es de 9 µm, mientras algunos sistemas de WDM son capaces de operar con fibras multimodo, cuyos núcleos pueden alcanzar los 50 o 62.5 µm. Otra de las propiedades a tener en cuenta para el uso de un sistema WDM es la selectividad de sus salidas. Los receptores ópticos son dispositivos capaces de trabajar con un elevado ancho de banda, y por ello es importante que los canales de salida de un multiplexor estén debidamente acotados a los anchos de banda deseados.
Los sistemas WDM se dividen en 3 categorías, en función del rango de longitudes de onda que poseen sus canales de salida. El sistema WDM, a veces denominado BWDM, es capaz de multiplexar dos longitudes de onda en una fibra o guía de onda, generalmente 1310 y 1550 nm. Los sistemas de división gruesa se denominan CWDM, que provienen del término inglés Coarse Wavelength Division Multiplexer. Estos sistemas proporcionan hasta 16 canales con diferentes anchos de banda. Una de las configuraciones habituales son 8 canales, con 20 nm de ancho de banda, en el rango entre 1470 y 1610 nm (bandas S, C y L). Los sistemas de división densa se denominan DWDM, y utilizan canales con anchos de banda mucho más reducidos, siendo capaces de dividir rangos de longitudes de onda menores en comparación con los sistemas anteriores. Estos sistemas se centran en la banda C, y en ocasiones llegan a operar en la banda L (mediante la tecnología de amplificación de Raman). El ancho de sus canales puede llegar a ser inferior a los 12.5 GHz, utilizando de forma habitual 96 canales separados 0.8 nm entre ellos, y centrados en 1550 nm (banda C).
Además del ancho de banda de los canales, el número de canales y las bandas de operación, también es necesario tener en cuenta la distancia de transmisión y el precio del sistema. Los sistemas DWDM son generalmente más caros, al necesitar filtros más precisos, con canales de salida del orden de los 0.8 nm frente a los 20 nm de los sistemas CWDM. Por otro lado, los sistemas DWDM no son adecuados para transmitir señales ópticas a grandes distancias (superiores a 80 km), debido a la dificultad de los amplificadores ópticos para trabajar con canales de elevado ancho de banda.

### CWDM
Originalmente el término CWDM se utilizaba para describir de forma genérica distintas configuraciones de canales, siendo una definición común la siguiente: dos o más señales multiplexadas en una única fibra, con una señal en el rango de los 1550 nm y la otra en el de los 1310. En 2002 la Unión Internacional de Telecomunicaciones (UIT) definió el estándar de operación en las longitudes de onda comprendidas entre 1270 y 1610 nm, con un espaciado de canales de 20 nm (ITU-T G.694.2). En 2003, una revisión de la norma desplazó el centro de los canales 1 nm, situando el rango de operación entre 1271 y 1611 nm. No obstante, es frecuente limitar el rango de operación a longitudes de onda superiores a los 1470 nm, puesto que las antiguas fibras G.652 poseen una atenuación aumentada en el rango entre 1270 y 1410 nm. Las fibras más modernas, fabricadas conforme a los estándares G.652.C y G.652.D no poseen estas limitaciones, causadas por el pico de agua que alcanzaba su máximo en los 1383 nm, y permiten la operación en todo el rango CWDM especificado por la UIT.
El límite de transmisión ocasionado por este estándar se sitúa en torno a los 60 km para una señal de 2.5 Gbit/s, suficiente para las áreas urbanas. Por otro lado, estos sistemas tienen unos requisitos de filtrado más laxos que los sistemas DWDM, consecuencia del espaciado de canales que utiliza. Estos requisitos permiten aproximar el precio de estos sistemas al de los sistemas ópticos no multiplexados.

### DWDM
Los sistemas DWDM aprovechan la tecnología EDFA (amplificador de fibra dopado con erbio), capaz de operar en las bandas C y L, para trabajar con espaciados de canales estrechos y distancias de transmisión elevadas. Los sistemas EDFA poseen una capacidad de amplificación excelente en estas bandas, pudiendo trabajar con tantas señales ópticas como puedan multiplexarse en ellas. Esta capacidad abre la posibilidad de trabajar con un gran número señales diferenciadas en la misma fibra, limitadas únicamente por la capacidad para ser multiplexadas y demultiplexadas en dicha fibra. De esta manera, utilizar sistemas DWDM permite amortizar el coste de la tecnología, al distribuir el precio del sistema entre el total de señales multiplexadas, abaratando el coste de transmisión por señal.
Por otro lado, los sistemas CWDM destacan también por la distancia y velocidad de transmisión. La compatibilidad con amplificadores permite superar los 80 km alcanzables por sistemas CWDM, llegando a transmitir datos a lo largo de conexiones en el rango de los miles de kilómetros de distancia. Los protocolos de transmisión soportados por equipos comerciales incluyen 100G y 200G, mientras que las tecnologías emergentes son capaces de alcanzar y superar 400G.